# Église Saint-Fidèle de Saint-Fiel
L'église Saint-Fidèle est une église catholique située à Saint-Fiel, en France.
Elle fait l'objet d'une protection au titre des monuments historiques.

## Localisation
L'église Saint-Fidèle est située dans le quart nord-ouest du département de la Creuse, dans le centre-bourg de Saint-Fiel, à une cinquantaine de mètres de l'intersection des routes départementales 63 et 75a.

## Historique et architecture
Construite au XIIIe siècle, l'église Saint-Fidèle dépendait de l'archiprêtré d'Anzême. L'édifice est modifié au XIXe siècle.
De direction est-sud-est/ouest-nord-ouest, l'église se compose d'une nef unique de trois travées, de deux chapelles latérales et d'un chœur terminé par un chevet plat. À l'angle de la chapelle sud se dresse une tourelle carrée d'escalier à vis. À l'extérieur, sous le toit, une rangée de modillons marque le haut de la nef des deux côtés ; ceux du côté sud représentent des têtes humaines.
Surmontée d'une rosace et d'un clocher carré, la façade ouest a conservé son portail d'origine.
L'édifice est inscrit au titre des monuments historiques le 21 septembre 1983.

## Mobilier
L'église recèle plusieurs objets mobiliers protégés au titre des monuments historiques.
L'ensemble du maître-autel, classé le 4 septembre 1987, est composé d'un tabernacle et d'une exposition du XVIIe siècle en bois, ainsi que d'un autel et d'un antependium du XVIIe ou XVIIIe siècle.
Un bénitier en granite et trois statues sont inscrits en date du 21 janvier 1976 :
- une représentation du XVIe ou XVIIe siècle en pierre de saint Antoine abbé[6],
- une représentation du XVIe ou XVIIe siècle en pierre de saint Jean-Baptiste[7],
- une représentation en bois de la Vierge à l'Enfant de style XVe siècle mais datant possiblement du XIXe siècle[8].

D'autres objets ont été inscrits plus récemment, le 27 mars 2017 :
- l'autel secondaire sud du XVIIe ou XVIIIe siècle, comprenant un autel, un gradin d'autel, un retable, un tableau et son cadre figurant La Tentation de saint Antoine ainsi que les deux statues de saint Antoine abbé et saint Jean-Baptiste précédemment citées[9],
- quatre bustes reliquaires du XVIIe siècle en bois représentant saint Antoine abbé, saint Fidèle, saint Jean-Baptiste et saint Martin de Tours[10],
- un tableau du XVIIe siècle représentant La Remise du Rosaire à saint Dominique de Guzman et à sainte Catherine de Sienne[11],
- un tableau datant de 1655 représentant saint Fidèle, avec son cadre[12],
- deux lambris de revêtement du XVIIe siècle en bois[13].

## Galerie de photos

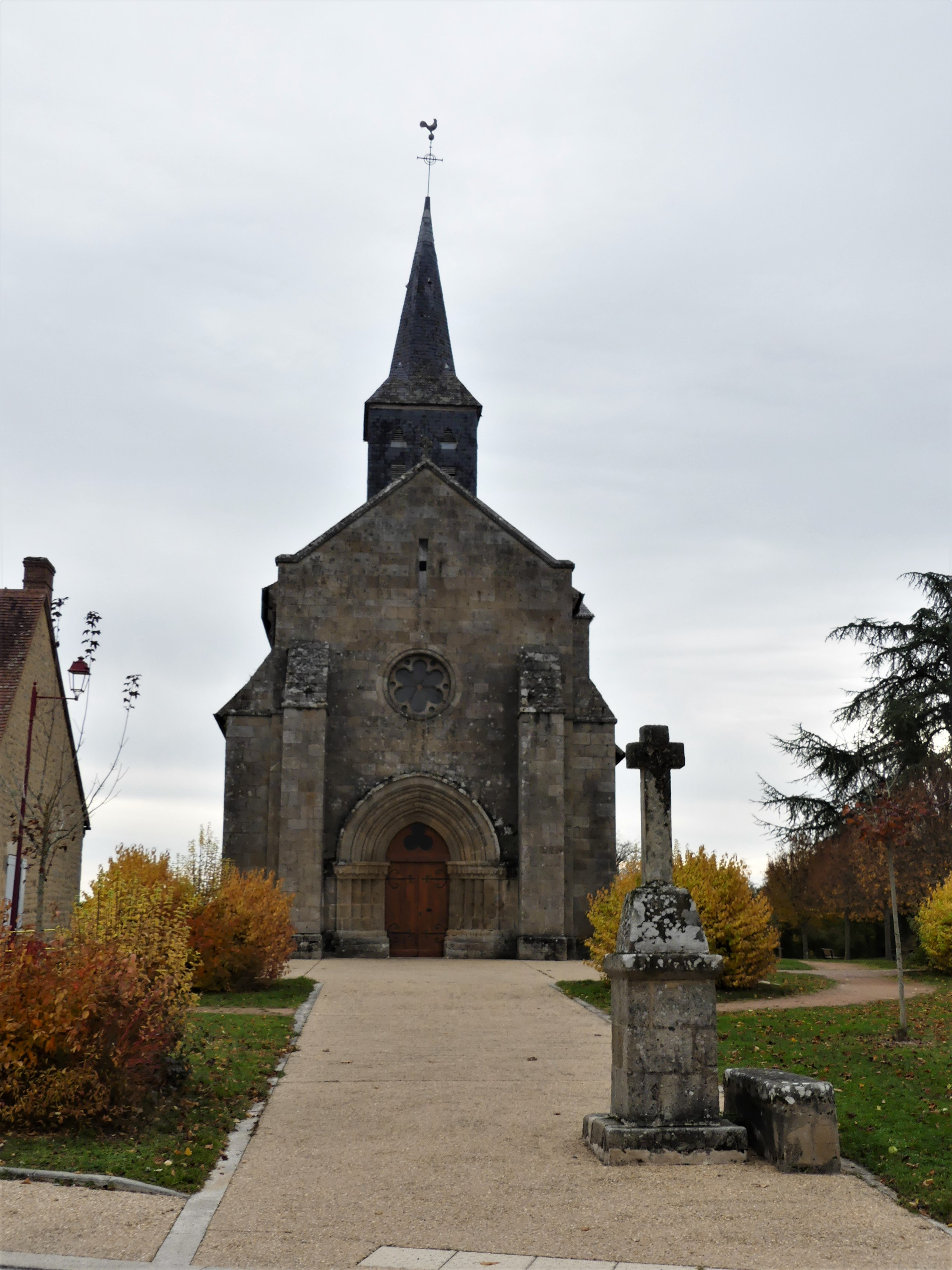
La façade occidentale.
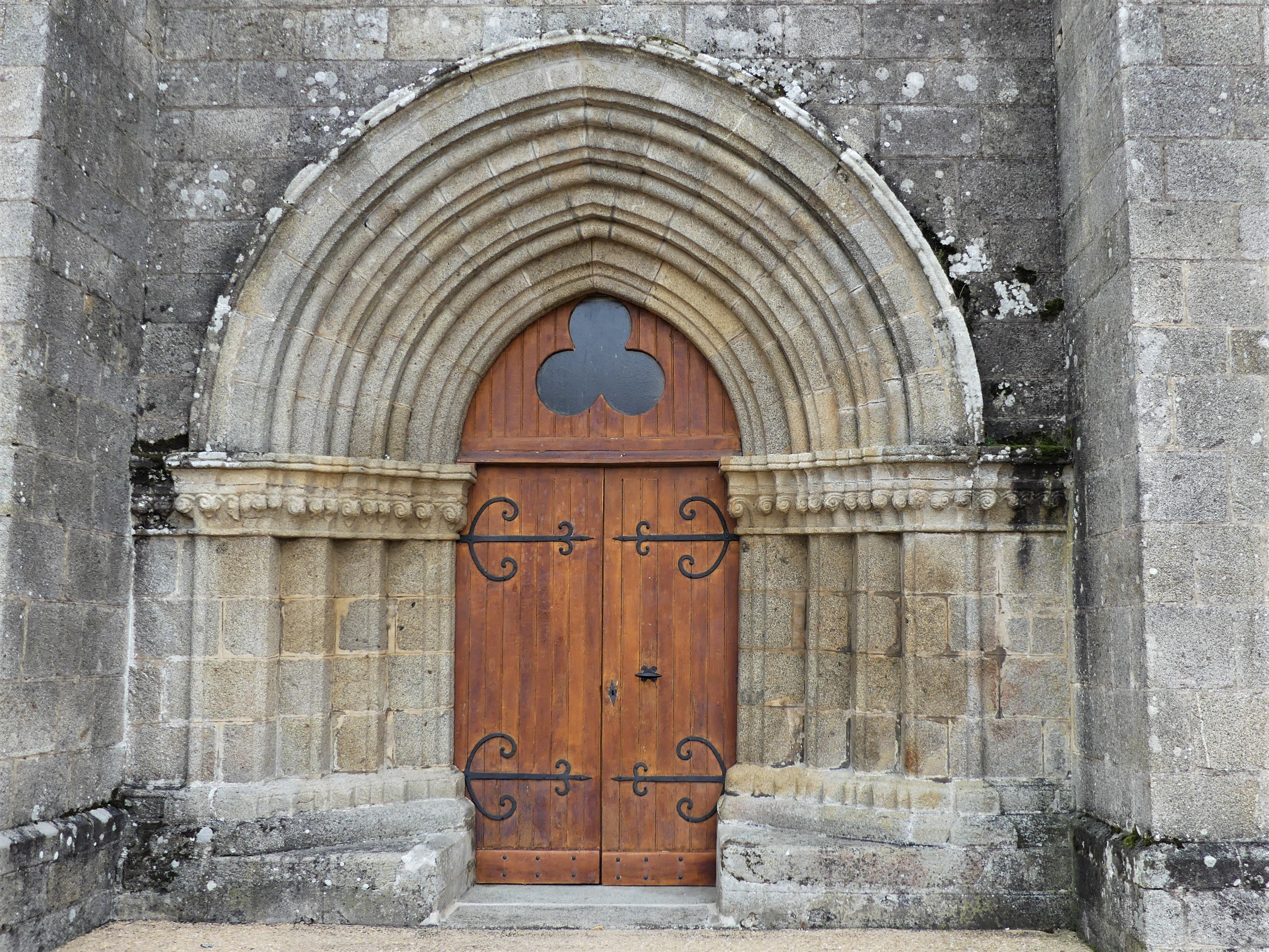
Le portail du XIIIe siècle.
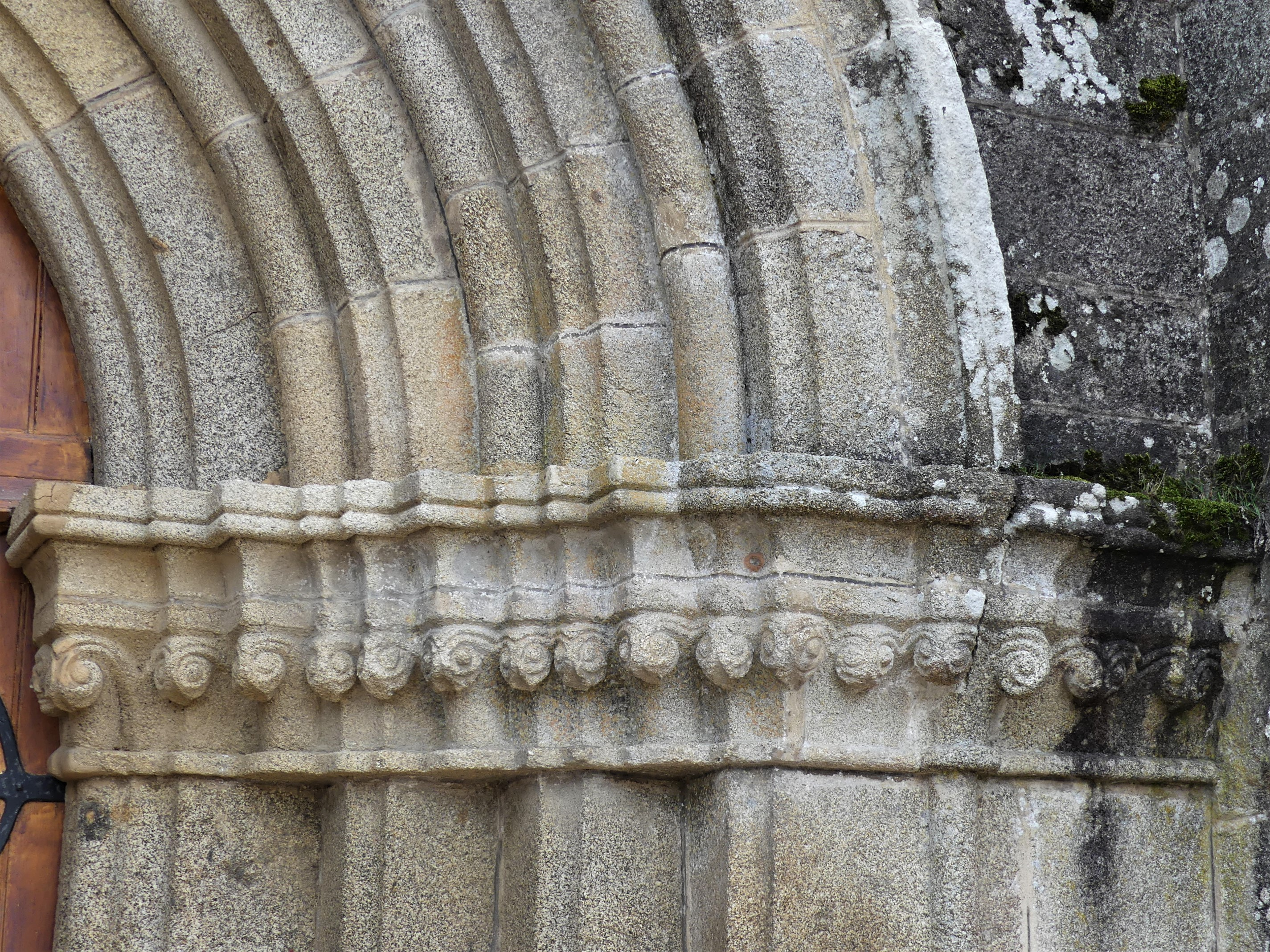
Chapiteaux du portail.
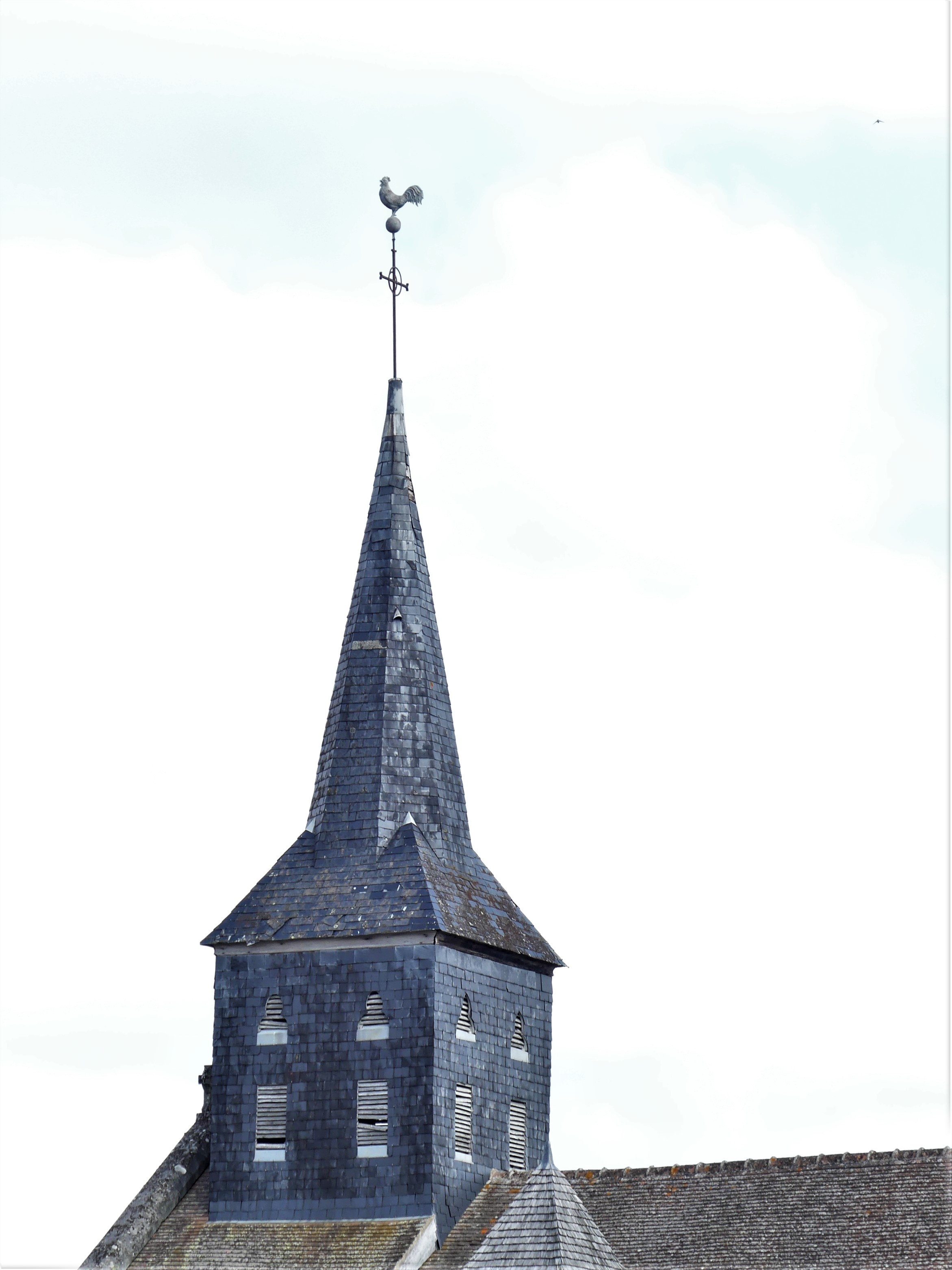
Le clocher.
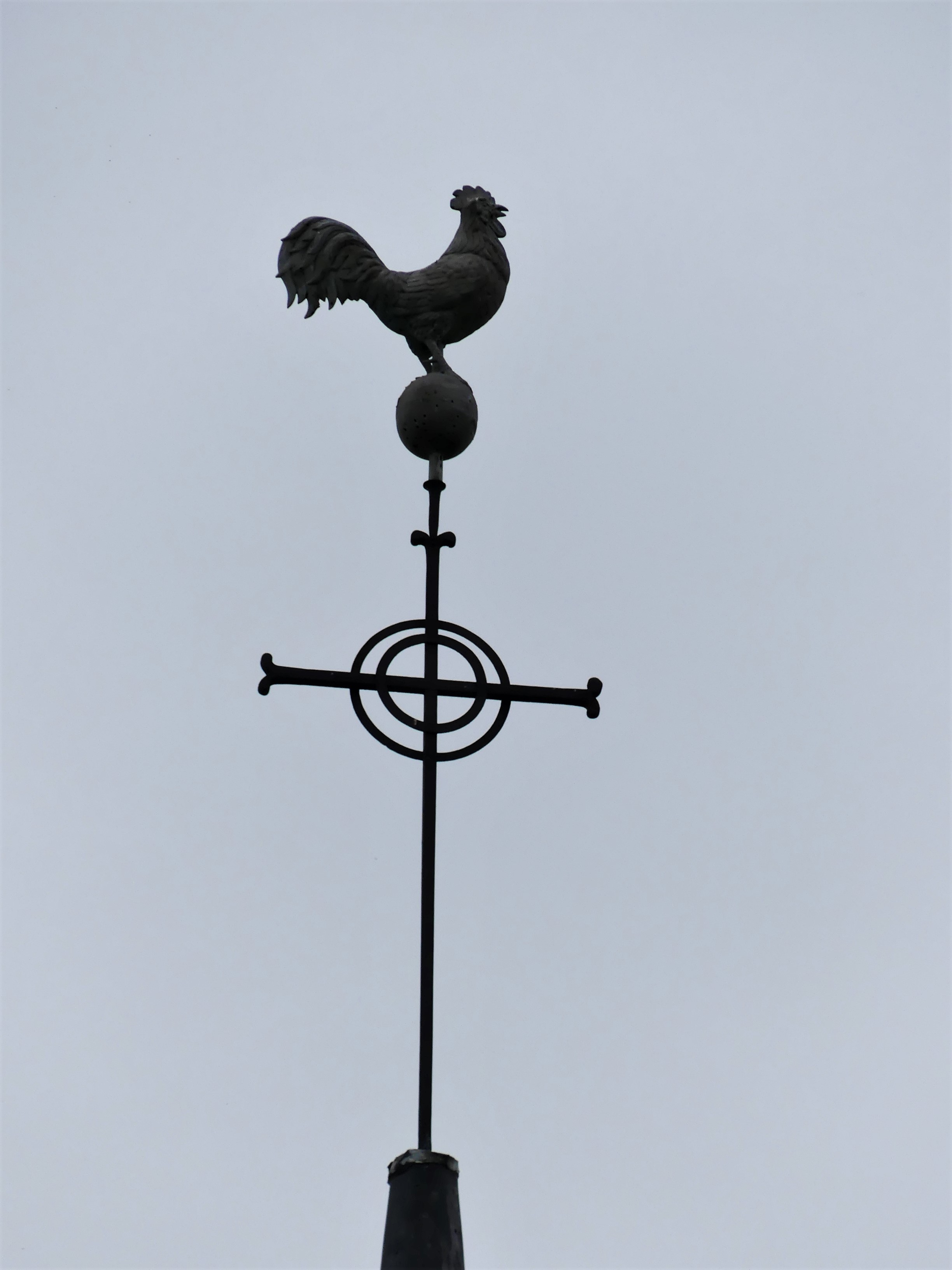
Le coq au sommet du clocher.
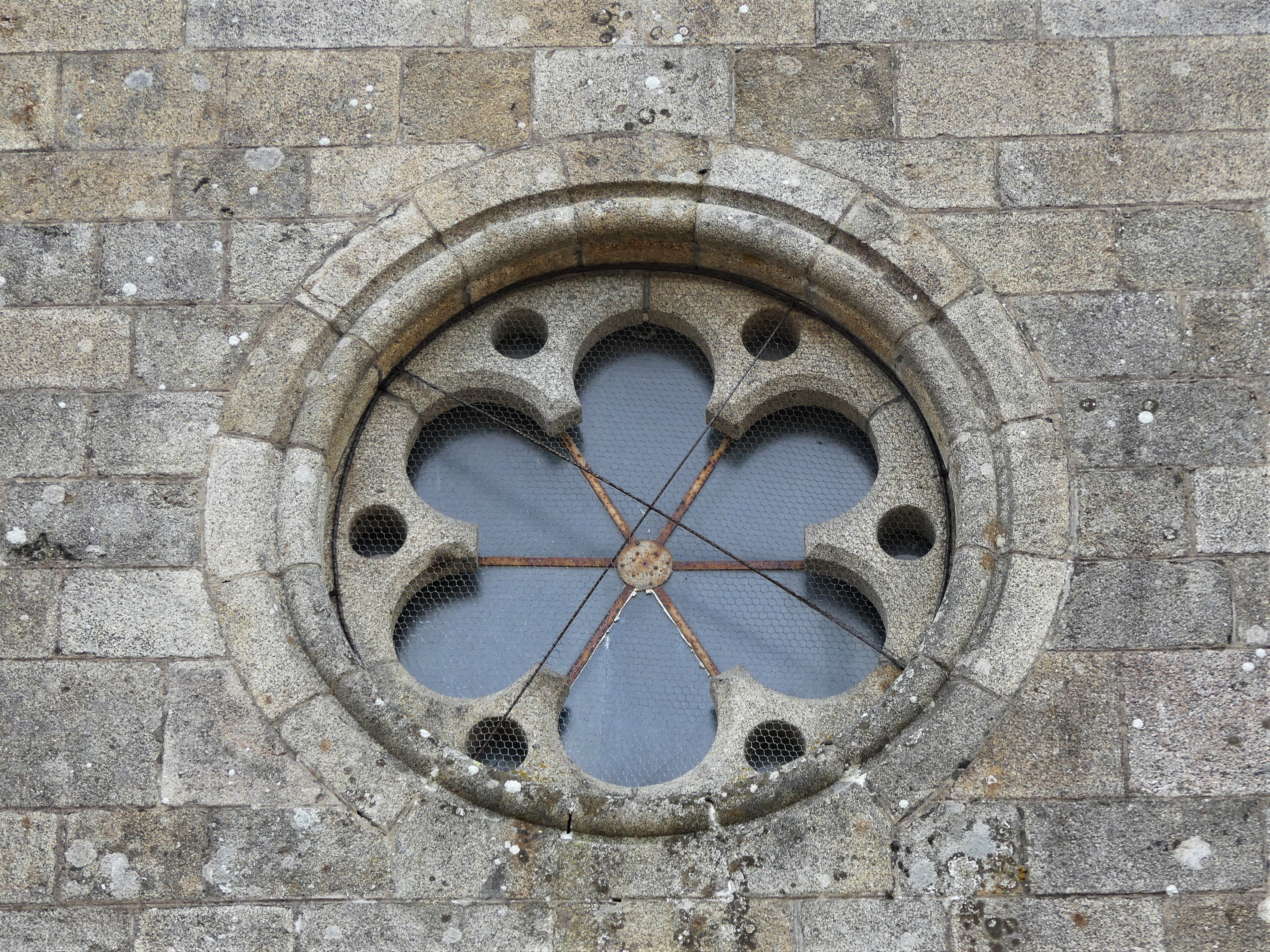
La rosace occidentale.
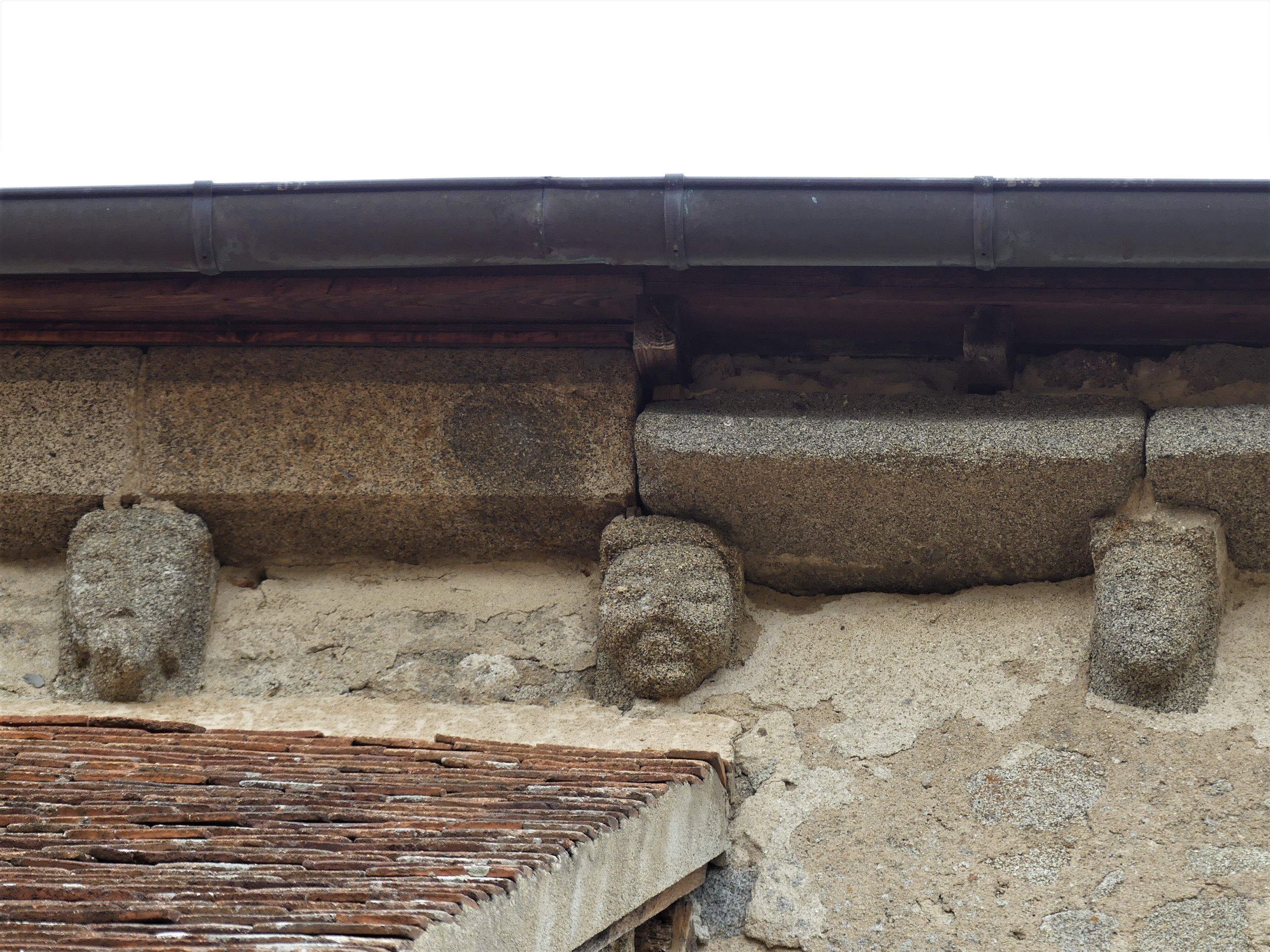
Modillons de la façade sud.